# Antennatus bermudensis
Antennatus bermudensis is een straalvinnige vissensoort uit de familie van de voelsprietvissen (Antennariidae). De wetenschappelijke naam van de soort is voor het eerst geldig gepubliceerd in 1957 door Schultz.